# Haemerosia renifera
Haemerosia renifera är en fjärilsart som beskrevs av Freyer 1852. Haemerosia renifera ingår i släktet Haemerosia och familjen nattflyn. Inga underarter finns listade i Catalogue of Life.